# Kustblommossa
Kustblommossa (Schistidium strictum) är en bladmossart. Kustblommossa ingår i släktet blommossor, och familjen Grimmiaceae. Arten har ej påträffats i Sverige.